# Comuna Vilne, Velîka Pîsarivka
Vilne (în ucraineană Вільне) este o comună în raionul Velîka Pîsarivka, regiunea Sumî, Ucraina, formată din satele Drujba, Iizdețke, Șîrokîi Bereh, Stanîcine, Șurove și Vilne (reședința).

## Demografie
Componența lingvistică a comunei Vilne
     Rusă (81,2%)
     Ucraineană (18,55%)
     Alte limbi (0,12%)
Conform recensământului din 2001, majoritatea populației comunei Vilne era vorbitoare de rusă (81,2%), existând în minoritate și vorbitori de ucraineană (18,55%).